# Narciso e Boccadoro
(Narciso)
(Boccadoro)
Narciso e Boccadoro (Narziß und Goldmund, 1930) è un romanzo del noto scrittore tedesco Hermann Hesse.

## Presentazione
Narciso è un giovane monaco diligente e contemplativo, amante della lingua greca e delle scienze. È spirituale e si dedica completamente alla religione. Nonostante la sua giovane età, ha già l'incarico di assistente di greco nella scuola del monastero, dove un giorno arriva un nuovo allievo, Boccadoro.
Boccadoro è un artista, con il grande senso di amare e di sentire le emozioni, che riesce con un solo sguardo a conquistare il cuore di tutte le donne. Ha lo spirito del vagabondo, ereditato dalla madre, che cerca di ritrovare, e durante il suo viaggio affronta varie avventure.

## Trama
L'ascetico Narciso era destinato a una brillante carriera religiosa. In principio egli compare come un giovane maestro nel convento di Mariabronn (Maulbronn), temuto e assai stimato persino dai suoi superiori per via delle sue conoscenze. Aveva inoltre la capacità di leggere con straordinaria precisione l'animo delle persone. La più clamorosa applicazione di tale dote investì con violenza Boccadoro, un giovane e talentuoso scolaro inviato al monastero dall'arido padre al fine di espiare la congenita anima peccaminosa ereditata dalla madre. 
La madre era per Boccadoro una figura poco chiara, delineata per lo più dai racconti del padre. Narciso, accortosi di tale lacuna nel cuore dell'amico, rievoca i suoi ricordi e gli rivela una sua profonda convinzione secondo la quale egli non sarebbe mai potuto diventare un erudito o un uomo religioso perché ciò non corrispondeva alla sua natura. Il giovane Boccadoro, fortemente scosso dalle parole dell'amico, incontra una donna di nome Lisa, si congeda e lascia il monastero. L'intrapresa vita di vagabondo insegna al giovane ad amare, a soffrire, a gioire, a cercare: in poche parole gli insegna a vivere.
Dopo alcuni anni di disperata ricerca Boccadoro scopre la sua natura di artista, così brillantemente intuita dall'amico Narciso. Egli diventa allievo del celebre maestro Nicola per poter raffigurare le immagini createsi dentro di lui dall'esperienza sensibile del mondo. Appresa l'arte e ottenuto prematuramente il diploma di maestro (grazie alla realizzazione del suo apostolo Giovanni, a immagine dell'amico Narciso), rifiuta l'eredità della bottega del maestro Nicola e la mano della bella figlia Elisabetta.
Boccadoro riprende così la sua vita errabonda. Nel corso del suo pellegrinaggio Boccadoro conosce gli orrori del mondo, ma conosce anche l'amore; ama molte donne, ma solo alcune di esse resteranno per sempre nel suo cuore: la zingara Lisa; Lidia, la figlia del cavaliere che lo ospitò in cambio del suo latino; Giulia, sua sorella; Lena, la fanciulla morta di peste che lo amò più sinceramente di qualsiasi altra donna; Agnese, la bella e glaciale amante del conte. Ma una sola figura lo accompagnò per tutta la sua esistenza dal momento dell'addio al monastero: l'Eva-Madre, immagine vaga, sfuocata, eternamente in mutazione, che alla fine risultò essere l'immagine di sua madre. Per tutta la vita Boccadoro ricercò tale immagine: la trovò solo in vecchiaia durante il suo ultimo pellegrinaggio, in cui spezzatosi il cuore per il mancato amore di Agnese, si ruppe alcune costole cadendo da cavallo.
Per tutta la vita il sogno di Boccadoro fu quello di cogliere con chiarezza l'immagine della Madre eterna e di rappresentarla; ma una volta colta, il piacere derivante dalla pace interiore che ne conseguì fece scemare in Boccadoro il desiderio di rappresentarla. Poté così morire sereno, poiché aveva ritrovato sua madre e aveva scoperto l'amore: perché senza madre non si può amare.

## Personaggi
Narciso è aurora  di tutta la vicenda. Egli si presenta come un ragazzo dotato di straordinario talento, che persino i suoi superiori temono. È un colosso, è il vero detentore del potere nel monastero. Egli controlla e governa tutto e tutti con le sue stupefacenti capacità. Futili si rivelano alcuni provvedimenti che l'abate Daniele prende nei confronti del giovane per rammentargli la sua posizione nel monastero e il rispetto per la gerarchia.
Al termine della vicenda egli è abate del monastero. Ma proprio quando le sue potenzialità sono finalmente esplose trovando realizzazione nella figura dell'abate (l'abate Giovanni, stupefacentemente profetizzato dalla statua dell'apostolo Giovanni di Boccadoro), egli lascia trapelare tutta la sua umanità e con essa le sue incertezze e le sue debolezze. Egli è vittima della filosofia, di cui si sentiva l'assoluto padrone, e della verità. Grazie a Boccadoro si rende conto che la ricerca della verità tramite il totale controllo dello spirito non è l'unica via, e non è necessariamente più efficace della via dei sensi.
Boccadoro è il mezzo di cui si serve l'autore per esprimere il dissidio fra spiritualità e mondanità, fra eros e logos. L'unico tratto del suo carattere che emerge con energica chiarezza è la sua incertezza psicologica che lo porta a condurre continuamente una vita da vagabondo.
Tutti gli altri personaggi sono un semplice condimento alla storia, senza il quale nulla avrebbe senso e tutto resterebbe insapore. È elemento indispensabile ma che non contiene in sé la sostanza della storia.

## Filosofia e morale
La morale è ben descritta negli ultimi due capitoli, in cui Hermann Hesse può esporre (per bocca di Narciso) la sua filosofia dopo aver terminato di raccontare i fatti.
Il contrasto fra natura e spirito, fulcro del romanzo, consiste nella via per la ricerca della verità. Tanto Narciso, che rappresenta lo spirito, quanto Boccadoro, che rappresenta la natura, si sentono insoddisfatti della loro ricerca perché adoperano come mezzo solo lo spirito o solo i sensi, e ciò si rivela insufficiente. Infatti Boccadoro perde la sua spiritualità e la fede in Dio, mentre Narciso, abate, perde la capacità di conoscere con i sensi; ma dopotutto entrambi trovano la pace perché imparano a vivere secondo la loro natura, e in essa trovano la piena realizzazione. 
Narciso con lo spirito e Boccadoro con i sensi spiegano il mondo nella sua essenza: questo è ciò che Hermann Hesse intende per "verità". È altresì facile riscontrare in quest'opera l'influenza su Hesse del Nietzsche della Nascita della tragedia, con il suo contrasto fra apollineo e dionisiaco, fra razionalità e istinto. Inoltre, l'autore mostra una grande dimestichezza con la teoria degli "archetipi" dell'inconscio collettivo di Jung, con il quale fu in contatto epistolare, e di un allievo del quale fu paziente, in particolare quelli relativi ad Anima e Animus, rispettivamente l'inconscio maschile e quello femminile.

## Edizioni italiane
- Narciso e Boccadoro, traduzione di Cristina Baseggio, Collana Medusa n.20, Milano, Arnoldo Mondadori Editore, 1933,  p. 324. - a cura di Lavinia Mazzucchetti, Collana I Classici Contemporanei Stranieri, Mondadori, 1961; note introduttive a cura di Ervino Pocar, Collana Oscar libreria n.249, Mondadori, 1976; Collana Oscar n.957, Mondadori, 1979, ISBN 978-88-04-49267-2; in Altri romanzi e poesie, a cura di Ferruccio Masini, Collana I Meridiani, Mondadori, 1981, ISBN 978-88-04-20324-7; Collana Oscar Classici moderni n.14, Mondadori, 1989; a cura di D. Ciocca e T. Ferri, Collana La Lettura, Mondadori Scuola, 1991; Collana I MITI n.20, Mondadori, 1995; Collana I MITI Novecento, Mondadori, 2000; Collana Oscar moderni, Mondadori, 2016.
- Narciso e Boccadoro, traduzione di Margherita Carbonaro, Collana Oscar moderni. Cult, Milano, Mondadori, 2022, ISBN 978-88-047-4706-2.

## Trasposizioni
Nel 2020 ne è stato tratto un film da Stefan Ruzowitzky con protagonisti Jannis Niewöhner e Sabin Tambrea.